# Georges Didi-Huberman

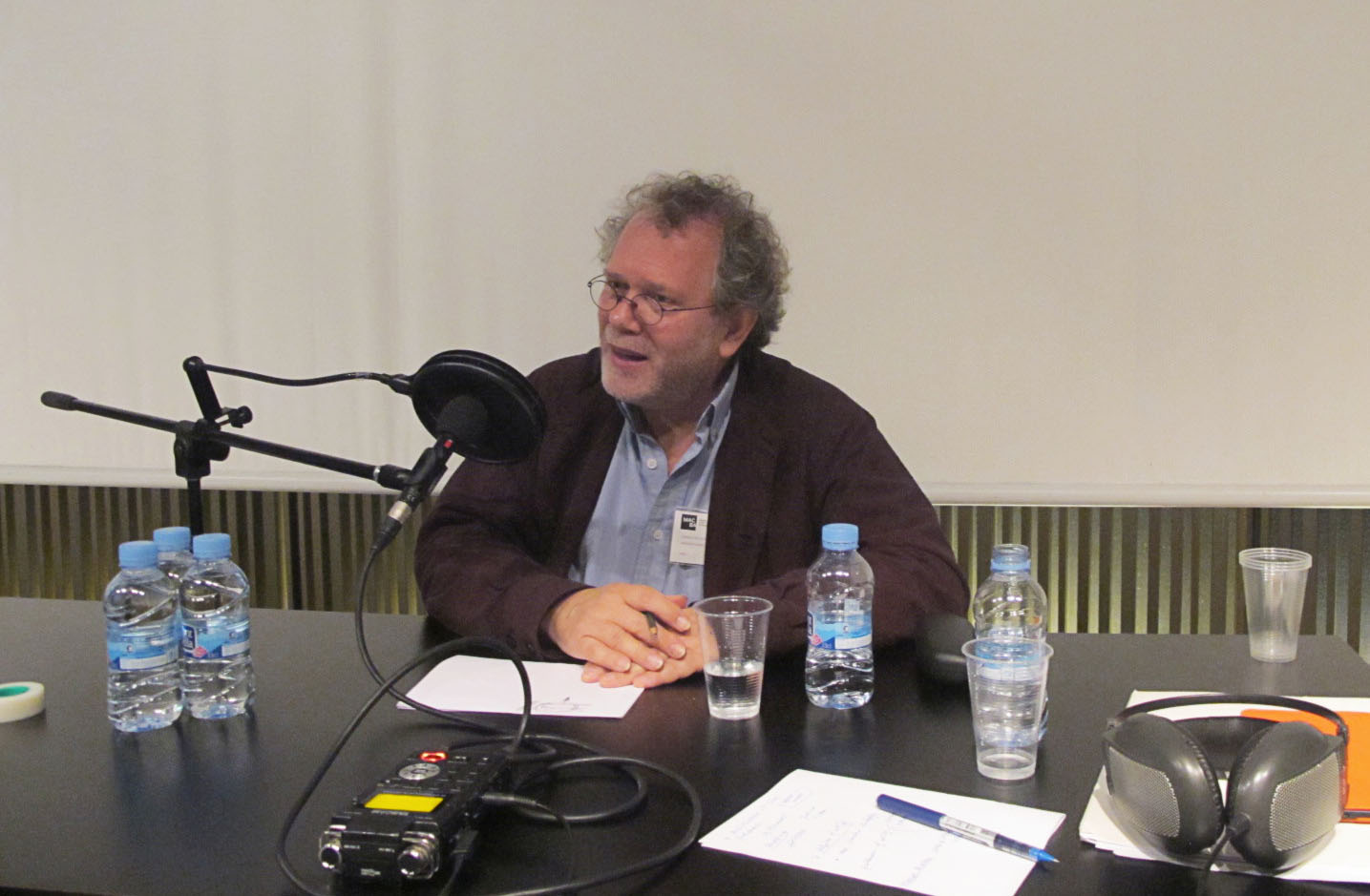
Georges Didi-Huberman entrevistado

Georges Didi-Huberman (geboren in Saint-Étienne op  13 juni 1953) is een Franse kunsthistoricus en filosoof.

## Wetenschappelijke bijdrage
In zijn wetenschappelijk werk, verzet Didi-Huberman zich tegen een ekphrasis slechts door middel van de iconografie en de iconologie van het kunstwerk. Hij neemt een beeldhermeneutisch en fenomenologisch perspectief in, en bouwt hiermee verder op het werk van grote denkers van de kunsttheorie en de esthetica, in het bijzonder Aby Warburg, Walter Benjamin en Georges Bataille. In zijn wetenschappelijk werk zijn de Receptie-esthetiek en de esthetiek van de productie van bijzonder belang. 
Voor zijn werk heeft Didi-Huberman in 1997 de Hans-Reimer-Preis van de Aby Warburg Stiftung (Hamburg) ontvangen. In 2006 werd hij bekroond met de Gay-Lussac-Humboldt-prijs.
Georges Didi Huberman is ere-lid van het Zentrum für Literatur- und Kulturforschung in Berlijn.

## Publicaties
- Invention de l’hystérie. Charcot et l’Iconographie photographique de la Salpêtrière, Macula, 1982.
- Mémorandum de la peste. Le fléau d’imaginer, Christian Bourgois, 1983.
- La Peinture incarnée gevolgd door Chef-d'œuvre inconnu van Balzac, Minuit, 1985.
- Fra Angelico. Dissemblance et figuration, Flammarion, 1990.
- Devant l’image. Questions posées aux fins d'une histoire de l'art, Minuit, 1990.
- Ce que nous voyons, ce qui nous regarde, Minuit, 1992.
- Le Cube et le visage. Autour d’une sculpture d’Alberto Giacometti Macula, 1992.
- L'Empreinte du ciel, presentatie van Caprices de la foudre, Éditions Antigone, 1994.
- La Ressemblance informe, ou Le gai savoir visuel selon Georges Bataille, Macula, 1995.
- Phasmes. Essais sur l'apparition, Minuit 1998.
- L’Étoilement, over Simon Hantaï, Minuit, 1998.
- La Demeure, la souche, over Pascal Convert, Minuit, 1999.
- Devant le temps, Minuit, 2000.
- Être crâne, over Giuseppe Penone, Minuit, 2000.
- L’Homme qui marchait dans la couleur, over James Turrell, Minuit, 2001.
- Génie du non-lieu, over Claudio Parmiggiani, Minuit, 2001.
- L’Image survivante, Minuit, 2002.
- Ninfa moderna. Essai sur le drapé tombé, Gallimard, 2002.
- Images malgré tout, Minuit, 2004.
- Gestes d’air et de pierre, Minuit, 2005.
- Le Danseur des solitudes, over Israel Galván, Minuit, 2006.
- L'Image ouverte. Motifs de l'incarnation dans les arts visuels, Gallimard, 2007.
- La Ressemblance par contact, Minuit, 2008.
- L'Œil de l'histoire - Tome 1 : Quand les images prennent position, Minuit, 2009.
- Survivance des lucioles, Minuit, 2009.
- L'Œil de l'histoire - Tome 2, Remontages du temps subi, Minuit, 2010.
- Atlas ou le gai savoir inquiet - L'Oeil de l'Histoire, 3, Minuit, 2011
- Écorces, Minuit, 2011